# Moei Wadi (huyện)
Moei Wadi (tiếng Thái: เมยวดี) là một huyện (amphoe) ở phía bắc của tỉnh Roi Et, đông bắc Thái Lan.

## Địa lý
Các huyện giáp ranh (từ phía đông theo chiều kim đồng hồ) là: Nong Phok và Phon Thong của tỉnh Roi Et, Kuchinarai của tỉnh Kalasin và Nong Sung của tỉnh Mukdahan.

## Lịch sử
Tiểu huyện (king amphoe) Moei Wadi được thành lập ngày 1 tháng 4 năm 1978, khi hai tambon Moei Wadi và Chumphon được tách ra từ Phon Thong. Đơn vị này đã được nâng cấp thành huyện ngày 3 tháng 11 năm 1993.

## Hành chính
Huyện này được chia thành 4 phó huyện (tambon), các đơn vị này lại được chia ra thành 43 làng (muban). Không có khu vực đô thị, có 4 Tổ chức hành chính tambon.
| STT. | Tên        | Tên Thái | Số làng | Dân số |  |
| ---- | ---------- | -------- | ------- | ------ |  |
| 1.   | Moei Wadi  | เมยวดี    | 11      | 5.609  |  |
| 2.   | Chumphon   | ชุมพร     | 14      | 7.823  |  |
| 3.   | Bung Loet  | บุ่งเลิศ    | 9       | 4.852  |  |
| 4.   | Chom Sa-at | ชมสะอาด  | 9       | 4.179  |  |